# Schäfbach (Bühler)
Der Schäfbach ist ein westlich fließender Bach im Gemeindegebiet von Bühlerzell im Landkreis Schwäbisch Hall im nordöstlichen Baden-Württemberg, der in der Ortsmitte von Bühlerzell von rechts und Osten in die obere Bühler mündet.

## Geographie

### Verlauf
Der Schäfbach entsteht auf etwa 455 m ü. NHN ca. 1,4 km östlich der Ortsmitte von Bühlerzell im Waldrand zur Ackerlandbucht Heidenbuck im Osten. Der beständig westwärts laufende Bach gräbt sich sogleich eine lehmige Waldklinge, nach dreihundert Metern endet rechtsseits der Wald, nach weniger als sechshundert lässt der Bach den Wald hinter sich und zieht links unterhalb der Talsteigenstrecke der Kammerstatter Straße vom Pfaffenberg herab in einer Baumgalerie. Nach etwa einem Kilometer durchfließt er auf knapp 400 m ü. NHN einen kleinen Weiher schon in der Siedlungskontur Bühlerzells neben dem Steinklingenweg. Bald darauf verschwindet er in einer Verdolung, nimmt darin von links den Hangbach von der Lourdesgrotte am Roßberg her auf und folgt der Trasse des Schäfbachwegs. Nachdem er noch südlich der Kirche Bühlerzells die Heilberger Straße L 1072 gequert hat, tritt er zuletzt wieder ins Freie und mündet dann sogleich von rechts und etwa fünfzig Meter oberhalb der Flussbrücke in Bühlerzell auf etwa 386 m ü. NHN in die obere Bühler.
Nach einem 1,6 km langen Lauf mit einem mittleren Sohlgefälle von etwa 43 ‰ mündet der Schäfbach etwa 69 Höhenmeter unterhalb seines Ursprungs.

### Einzugsgebiet
Der Schäfbach entwässert etwa 1,2 km² ganz im Westen des Unterraums Ellwanger Berge des Naturraums Schwäbisch-Fränkische Waldberge auf Westlauf durch ein anfangs kerbförmiges, weiter abwärts zum Bühlertal hin eine Sohle ausbildendes Tal zwischen dem schneller abfallenden Pfaffenberg rechts und den weiter ins Flusstal vorspringenden Rossberg rechts. Der Bach ist der erste von drei dicht aufeinander von rechts der Bühler zulaufenden Bächen, denen von der Gegenseite ein weiteres Tal zuläuft, in der gemeinsamen Talspinne liegt das Dorf Bühlerzell.
Die nördliche Wasserscheide steigt von der Mündung ostwärts auf den schmalen Spornkamm des Pfaffenbergs vor dem nächsten rechten Bühlerzufluss Pfaffenbach, sie endet an der Nordostspitze des Einzugsgebietes kurz vor dem Benzenhof auf einer Höhe von 482,9 m ü. NHN, der größten im ganzen Einzugsgebiet. Von hier an läuft dessen Ostgrenze vor dem Tal des oberen Gruppenbachs unter wenig Einfall südwärts über einen Sattel bis zum Ansatz des Sporns Rossberg, auf dessen Höhenlinie dann die linke Wasserscheide etwa westsüdwestlich bis in die Nähe des Höhenhofes Roßberg läuft, wo sie ein lokales Maximum von 480,7 m ü. NHN erreicht; auf dieser Seite konkurrieren nach zunächst noch dem Gruppenbach nur mehr kleinere rechte Bühlerzuflüsse. Danach zieht die linke Grenze am Bühlertalrand steil den Rossberghang hinab zur Mündung in Bühlerzell zurück.
Im Einzugsgebiet steht der Mittlere Keuper an. Seine höchste auftretende Schicht ist der Kieselsandstein (Hassberge-Formation) auf den Spornhochflächen von Pfaffenberg und Rossberg. Im westlichen Hang darunter durchläuft der Schäfbach seine lehmige Klinge durch die Unteren Bunten Mergeln (Steigerwald-Formation), daraufhin einen flacheren Bachabschnitt in einem ähnlich breiten Schilfsandsteinband (Stuttgart-Formation), woraufhin der Gipskeuper einsetzt, unterhalb von dessen Estherienschichten das Tal sich weitet und das Dorf Bühlerzell beginnt. Der Bach mündet zuletzt über einen Mündungsfächer im breiten Auensedimentband, das die Bühler begleitet.
Das ganze Einzugsgebiet gehört zur Gemeinde Bühlerzell; außer einem Sektor des namengebenden Dorfes und Hauptortes an der Mündung im Tal liegt der Wohnplatz Roßberg dicht an der Gipfelkuppe des Rossbergs (!) gerade eben noch darin.

### Zuflüsse und Seen
Liste der Zuflüsse und  Seen von der Quelle zur Mündung. Gewässerlänge, Seefläche, Einzugsgebiet und Höhe nach den entsprechenden Layern auf der Onlinekarte der LUBW. Andere Quellen für die Angaben sind vermerkt.
Ursprung des Schäfbachs auf etwa 455 m ü. NHN etwa 1,4 km östlich der Bühlerzeller Ortsmitte nahe dem oberen Klingenwaldrand zur Flurbucht Heidenbuck.
- Durchfließt auf knapp 400 m ü. NHN einen Weiher im östlichen Bühlerzell neben dem Steinklingenweg, 0,1 ha.
- (Bach vom Rossberg), von links und Süden auf etwa 384 m ü. NHN nahe dem Kindergarten im schon verdolten Bereich, ca. 0,5 km und ca. 0,3 km².[LUBW 7] Entsteht nahe der Quelle an der Lourdesgrotte am Roßberg auf etwa 435 m ü. NHN am Nordhang des Rossbergs. Zunächst am Waldrand laufend, danach Wiesenbach, zieht er auch noch durch eine neuere Siedlung Bühlertanns am unteren Rossberghang lange offen, zuletzt verdolt.

Mündung des Schäfbachs von rechts und Osten auf 386 m ü. NHN in Bühlerzell etwa 50 Meter oberhalb der Flussbrücke von rechts und Osten in die Bühler. Der Bach ist 1,6 km lang und hat ein Einzugsgebiet von ca. 1,2 km².

### LUBW
Amtliche Online-Gewässerkarte mit passendem Ausschnitt und den hier benutzten Layern: Lauf und Einzugsgebiet von Schäfbach, Pfaffenbach und Dietzenbach

Allgemeiner Einstieg ohne Voreinstellungen und Layer: Daten- und Kartendienst der Landesanstalt für Umwelt Baden-Württemberg (LUBW) (Hinweise)
1. 1 2  Zuweilen findet man die Bezeichnung Schafbach für das Gewässer auch auf offiziellen Karten. Der übereinstimmend auf den Layern Gewässernetz (AWGN) und Gewässername auftretende Name Schäfbach erscheint auch wegen des Schäfbachwegs im Untertal in Bühlerzell glaubhafter.
2. 1 2 3  Höhe nach dem Höhenlinienbild auf dem Hintergrundlayer Topographische Karte.
3. 1 2  Länge nach dem Layer Gewässernetz (AWGN).
4. 1 2  Einzugsgebiet abgemessen auf dem Hintergrundlayer Topographische Karte.
5. 1 2  Höhe nach schwarzer Beschriftung auf dem Hintergrundlayer Topographische Karte.
6. ↑  Seefläche nach dem Layer Stehende Gewässer.
7. ↑  Länge abgemessen auf dem Hintergrundlayer Topographische Karte.

### Andere Belege
1. ↑  Modellierte Werte nach Abfluss-BW Gewässerknoten MQ/MNQ
2. ↑  Wolf-Dieter Sick: Geographische Landesaufnahme: Die naturräumlichen Einheiten auf Blatt 162 Rothenburg o. d. Tauber. Bundesanstalt für Landeskunde, Bad Godesberg 1962. → Online-Karte (PDF; 4,7 MB)
3. ↑  Hansjörg Dongus: Geographische Landesaufnahme: Die naturräumlichen Einheiten auf Blatt 171 Göppingen. Bundesanstalt für Landeskunde, Bad Godesberg 1961. → Online-Karte (PDF; 4,3 MB)
4. ↑  Geologie nach der unter → Literatur genannten geologischen Karte, im südlichen Teil nur gröber nach: Mapserver des Landesamtes für Geologie, Rohstoffe und Bergbau (LGRB) (Hinweise)